# Ian Gillan
Pour les articles homonymes, voir Gillan.
Ian Gillan, né le 19 août 1945 à Hounslow, Londres, est un chanteur britannique. Voix la plus emblématique du groupe hard rock Deep Purple et notamment au sein de la célèbre Mark II, il est aussi connu pour une carrière solo très riche et un bref passage au micro de Black Sabbath sur l'album Born Again en 1983. Il a aussi interprété le rôle-titre dans l'opéra rock Jesus Christ Superstar de Andrew Lloyd Webber et Tim Rice en 1970.

## Biographie

### Carrière
À 18 ans, Ian Gillan connait un premier succès local avec le groupe The Javelins, aux influences pop, soul, country, jazz et blues américains. Il joue ensuite dans plusieurs autres groupes, dont Wainwright's Gentlemen (en 1965) avec le futur batteur de Sweet, Mick Tucker.  
Il rejoint en août 1969 Deep Purple, en compagnie de son ami le bassiste Roger Glover, qu'il a côtoyé dans Episode Six. Cette formation de Deep Purple, couramment appelée « Mark II », produit les albums les plus fameux du groupe : In Rock (1970), Fireball (1971), Machine Head (1972) et le live Made in Japan (1972). 
À la même période, Gillan participe à l'enregistrement de l'opéra-rock Jesus Christ Superstar de Tim Rice et Andrew Lloyd Webber, avec entre autres Murray Head, ainsi que Karl Jenkins et John Marshall futurs Soft Machine, dans lequel il interprète le rôle de Jésus. Toutefois, fatigué par ses relations conflictuelles avec le guitariste Ritchie Blackmore, il quitte Deep Purple en 1973, en plein succès international, alors que paraît l’album Who Do We Think We Are. Il se retire momentanément de la scène rock.

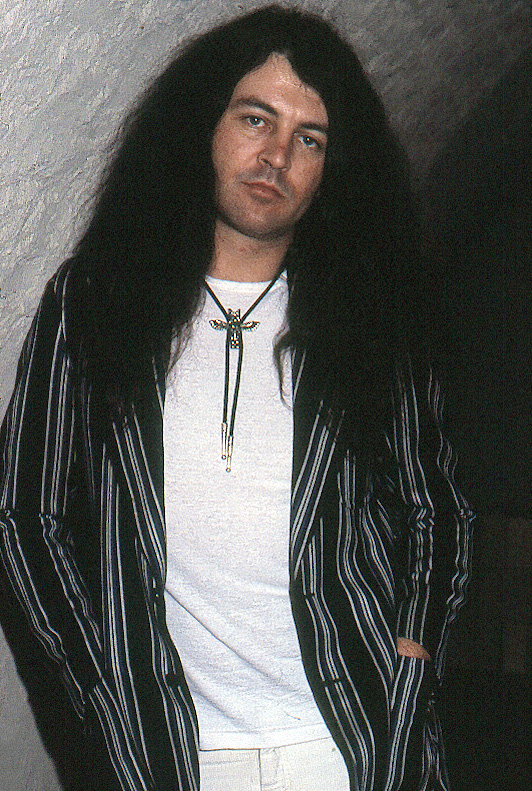
Ian Gillan à Barcelone en 1983.

En 1975, il fonde son propre groupe, le Ian Gillan Band, et sort l’album Child in Time (produit par Roger Glover), qui contient une reprise de la chanson fétiche de Ian, Child in Time. Son groupe interprète alors un jazz-rock énergique mais sophistiqué qui décontenance quelque peu les fans de hard rock pur et dur. Le manque de succès du groupe incite Gillan à revenir a un rock plus hard. La formation est modifiée, à l'instar du nom du groupe qui devient simplement Gillan et obtient un certain succès de 1979 à 1982.
En 1983, à la suite d'une soirée arrosée avec Tony Iommi et Geezer Butler, il accepte le poste de chanteur de Black Sabbath en remplacement de Ronnie James Dio. Il enregistre avec le groupe l’album Born Again, succès commercial pour le groupe. Mais cet assemblage inattendu a vite été sujet à controverse, certains (y compris Gillan lui-même) estimant que son style n'était pas compatible avec celui de Black Sabbath. Gillan a plutôt mal vécu son expérience au sein de Black Sabbath : il était frustré par la direction artistique de Born Again, désapprouvant la pochette de l'album et surtout son mixage. Son influence sur le groupe était mal perçue par certains fans, Sabbath allant même jusqu'à interpréter Smoke on the Water en rappel lors de la tournée promotionnelle du nouvel album. De l'aveu même de Gillan, cette tournée inspira le film parodique Spinal Tap. N'y trouvant définitivement pas son compte, Gillan quitte Black Sabbath aussitôt la tournée achevée. Il y est remplacé au chant par Glenn Hughes, également ancien membre de Deep Purple (Mark III et IV). Bien qu'il ait déclaré se considérer comme « le pire chanteur que Black Sabbath ait jamais eu », il n'a jamais remis en question son amitié avec Iommi et Butler. La chanson Trashed issue de Born Again est souvent reprise par Gillan dans la suite de sa carrière solo.
L'année suivante, en 1984, Deep Purple se reforme avec Gillan, Ritchie Blackmore, Ian Paice, Jon Lord et Roger Glover. Soutenue par une intense campagne publicitaire, la formation classique réunifiée enregistre aussitôt l’album Perfect Strangers, qui rencontre un vif succès. Deux ans plus tard, les tensions avec Blackmore refont surface et, après la sortie de l’album The House of Blue Light (1987), le chanteur britannique est renvoyé du groupe pour ses problèmes d'alcool et ses mauvaises prestations scéniques. Il laisse brièvement sa place à l'ex-Rainbow Joe Lynn Turner, avant de réintégrer Deep Purple pour de bon en 1992. Ses relations avec Blackmore virent dès lors à la haine pure et simple et, finalement, après l'enregistrement et la tournée promotionnelle de The Battle Rages On, le guitariste quitte définitivement Deep Purple pour former Blackmore's Night. Ce départ sera décrit par Gillan comme « un rayon de soleil dissipant les ténèbres. » Blackmore et lui ne se sont jamais réconciliés, et, plus de quinze ans après leur séparation, Gillan nourrit encore une haine féroce à l'encontre de son ancien partenaire, jurant de ne plus jamais lui adresser la parole.
Entre-temps, il rejoint une tournée du groupe Garth Rockett & the Moonshiners, dont un live officiel paraît, et se consacre à une carrière solo.
En 2006, Ian Gillan interprète la chanson Eternity du jeu vidéo Blue Dragon, écrite par Hironobu Sakaguchi et composée par Nobuo Uematsu.
En 2007, il chante avec groupe Sed Nove et Ann Wilson à la Fête de la musique à Paris. Encore aujourd'hui, il est toujours le chanteur de Deep Purple, ce qui ne l'empêche pas de travailler sur divers projets solos comme son Gillan's Inn.
Le 8 avril 2016, Deep Purple est intronisé au Rock and Roll Hall of Fame. Ian Gillan est récompensé en même temps que Ritchie Blackmore, David Coverdale, Roger Glover, Ian Paice, Rod Evans, Glenn Hughes et Jon Lord (à titre posthume).

### Vie privée
Ian Gillan s'est marié en 1984 avec Bron, morte le 19 novembre 2022. Le couple a une fille, Grace Gillan, née en 1984,.
Il s'investit dans l'humanitaire, plus particulièrement pour l'Arménie, depuis le séisme en 1991 qui a fait plus de 20 000 morts et détruit des habitations. Il finance avec plusieurs amis musiciens une école de musique inaugurée en 2013 à Erevan, la capitale du pays.

## Discographie

### Deep Purple
| Formation | Albums studio | Albums live |
| --------- | --- | --- |
| Mark II   | 1970 : In Rock. 1971 : Fireball. 1972 : Machine Head. 1973 : Who Do We Think We Are. 1984 : Perfect Strangers. 1987 : The House of Blue Light. 1993 : The Battle Rages On. | 1969 : Concerto for Group and Orchestra. 1972 : Made in Japan. 1980 : Deep Purple in Concert. 1988 : Nobody's Perfect. 1988 : Scandinavian Nights. 1991 : In the Absence of Pink. 1993 : Gemini Suite Live. 1993 : Live in Japan. 1994 : Come Hell or High Water. 2004 : Space Vol. 1 & 2. 2005 : Live in Stockholm. 2006 : Live in Europe 1993. 2006 : Live in Montreux 1969. 2013 : Copenhagen 1972. |
| Mark VII  | 1996 : Purpendicular. 1998 : Abandon. | 1997 : Live at the Olympia '96. 1999 : Total Abandon: Australia '99. 2000 : Live at the Royal Albert Hall. 2001 : Live at the Rotterdam Ahoy. 2001 : The Soundboard Series. |
| Mark VIII | 2003 : Bananas. 2005 : Rapture of the Deep. 2013 : NOW What?! 2017 : Infinite. 2020 : Whoosh! 2021 : Turning to Crime.                                                     | 2004 : Live Encounters.... 2006 : Live at Montreux 1996. 2007 : They All Came Down to Montreux. 2011 : Live at Montreux 2011. |

### Episode Six
Singles
- Put Yourself in My Place/That's All I Want (1966).
- When I Hear Trumpets Blow/True Love Is Funny (That Way) (1966).
- Here, There and Everywhere/Mighty Morris Ten (1966).
- I Will Warm Your Heart/Incense (4 November 1966) (Sheila Carter & Episode Six).
- Love-Hate-Revenge/Baby, Baby, Baby (1967).
- Morning Dew/Sunshine Girl (1967).
- I Can See Through You/When I Fall In Love (1967).
- Little One/Wild Smiles (3 May 1968).
- Lucky Sunday/Mr. Universe (1968).
- Mozart Verses The Rest/Jak D'Or (1969).

Albums Compilations
- Put Yourself in My Place (1987).
- The Complete Episode Six: The Roots of Deep Purple (1991).
- The Radio 1 Club Sessions, Live 68/69 (1997).
- Cornflakes and Crazyfoam (2002).
- Love, Hate, Revenge (2005).

### Tim Rice - Andrew Lloyd Webber
- Jesus Christ Superstar (1970).

### Ian Gillan Band (1975-1978)
- Child in Time (1976).
- Clear Air Turbulence (1977).
- Scarabus (1977).
- Live at the Budokan (1978).

### Gillan (1978-1982)
- Gillan (1978).
- Mr. Universe (1979).
- Glory Road (1980).
- Future Shock (1981).
- Double Trouble (live) (1981).
- Magic (1982).

### Black Sabbath
- Born Again (1983).

### Gillan & Glover
- Accidentally on Purpose (1988).

### Rock Aid Armenia
Single
- 1989 : Smoke on the Water, avec Bryan Adams, Bruce Dickinson, Paul Rodgers, Geoff Beauchamp, Geoff Downes, Keith Emerson, Tony Iommi, Brian May, David Gilmour, Ritchie Blackmore, Alex Lifeson, Chris Squire et Roger Taylor.

Album
- 1990 : Rock Aid Armenia / Various – The Earthquake Album.

### Garth Rockett & the Moonshiners
- Live at The Ritz (1990).

### En solo
- Naked Thunder (1990).
- Toolbox (1991).
- Cherkazoo and Others Sessions (1992).
- Dreamcatcher (1997).
- Gillan's Inn (2006) - Avec Tony Iommi, Roger Glover, Ian Paice, Joe Satriani, Uli Jon Roth, Ronnie James Dio, Jon Lord, etc. CD/DVD.
- Live in Anaheim (2008).
- One Eye On Morocco (janvier 2009).

### Mihalis Rakintzis
- So I Like It (1992) - Ian aux chœurs sur 3 chansons de cet artiste grec.

### The Hoochie Coochie Men
- Danger: White Men Dancing (2007) - Avec Jon Lord. Ian au chant sur deux chansons.

### Tony Iommi
- Who Cares (2012).